# Mario Barbero
Mario Barbero (Torino, 12 novembre 1936) è uno scrittore e giornalista italiano.
Come giornalista è autore di numerosi articoli e ha collaborato con testate culturali italiane e straniere. È direttore della testata online Mtbmagazine.
Ha curato la sceneggiatura dei filmati Il ventre di Torino per RaiSat e del Museo Civico Pietro Micca e dell’Assedio di Torino del 1706. Ha ottenuto riconoscimenti letterari a Torino, Vignale, Padova, Pescara, Roma, Empoli e conseguito il Certificate of Merit della Facoltà di Italiano dell’Università di Stato Binghamton di New York.
È Cavaliere della Repubblica Italiana e ha fatto Parte della prima delegazione italiana di Industrial Manager presso la NATO e la CEE di Bruxelles.
È docente di Letteratura di Genere presso le UNITRE e ha collaborato al progetto Noirgiallothriller della Facoltà di Lingue e Letterature Straniere dell’Università di Torino.

## Libri pubblicati come Mario T. Barbero
Nel corso della sua attività di scrittore ha pubblicato con gli editori: CM, Fògola, Pintore, Sillabe di Sale, Tirrenia, Laterza, KDK Kindle, i romanzi:
- Le ombre verdi, Pino Torinese, CM Composer, 1993.
- Delitto al museo, Torino, Fògola, 2001.
- Un’estate tardiva, Bari, Laterza, 2004, ISBN 88-8231-270-4.
- La gara più difficile, Bari, Giuseppe Laterza, 2005, ISBN 88-8231-355-7.
- Presunto colpevole, Torino, Pintore, 2007, ISBN 978-88-87804-33-1.
- Un gioco pericoloso, Torino, Fogola, 2008, ISBN 978-88-7406-031-3.
- Artistica funeraria S.r.l., Torino, Pintore, 2008, ISBN 978-88-87804-40-9.
- Doppio intrigo alla reggia, Torino, Pintore, 2010, ISBN 978-88-87804-62-1.
- Esecuzione perfetta, Torino, Pintore, 2011, ISBN 978-88-87804-77-5.
- Operazione Wolfgang, Torino, Pintore, 2013, ISBN 978-88-87804-82-9.
- Codice Chopin, Torino, Pintore, 2014, ISBN 978-88-87804-96-6.
- Tre uomini in vacanza (intermezzo romanzato sulle orme di Jerome K. Jerome). Romanzo, Condove (TO), Sillabe di Sale, 2015, ISBN 978-88-98303-29-8.
- Requiem fra le stelle. Romanzo, Condove, Sillabe di Sale, 2015, ISBN 978-88-98303-38-0.
- L’uomo dalle due vite, Condove, Sillabe di Sale, 2017, ISBN 978-88-98303-90-8.

### Pubblicati sotto pseudonimo
- Robert S. Mannon, Il diavolo ride, Torino, Pintore, 2007, ISBN 978-88-87804-36-2.
- Robert S. Mannon, La notte delle lanterne, Torino, Pintore, 2007, ISBN 978-88-87804-37-9.
- Robert S. Mannon, Un colpo di fortuna, Torino, Pintore, 2007, ISBN 978-88-87804-32-4.
- Robert S. Mannon, Delitto al Regio, Torino, Pintore, 2008, ISBN 978-88-87804-43-0.
- Robert S. Mannon, Marciarancia a carnevale, Torino, Pintore, 2009, ISBN 978-88-87804-47-8.

| Controllo di autorità | VIAF (EN) 238735359 · SBN URBV069063 |